# Холонов
Холоно́в (укр. Холонів) — село в Гороховской городской общине Луцкого района Волынской области Украины.
До 2020 года входило в Гороховский район.
Код КОАТУУ — 0720888301. Население по переписи 2023 года составляет 704 человек. Почтовый индекс — 45740. Телефонный код — 3379. Занимает площадь 18,6 км².